# Charles Boycott
Charles Cunningham Boycott (n. 12 de marzo de 1832 en Norfolk, Inglaterra - f. 19 de junio de 1897 en Flixton, Suffolk, Inglaterra) fue un administrador británico en Irlanda.

## Historia
Boycott fue contratado en 1880 por el conde de Erne (Earl of Erne) como administrador de sus tierras en el Condado de Mayo, en la Isla Achill en Irlanda, y que adquirió fama de explotar a sus subordinados. Por la forma en la que Boycott se desempeñaba, y por las extremadamente malas condiciones entre terratenientes y arrendatarios, los campesinos de Lough Mask se negaron a pagar la renta ya durante el primer año de Boycott en el cargo.
Su conducta frente a los granjeros finalmente condujo a que nadie quisiera trabajar para él, ni comprarle ni venderle nada. Por este motivo Boycott amenazó con medidas judiciales, y finalmente contrató en noviembre de 1880 a trabajadores protestantes del condado de Ulster y puso la cosecha a resguardo con la colaboración de la Real Policía Irlandesa. Él mismo fue llevado por los militares a otro lugar. Como respuesta a estas acciones, todos los arrendatarios y trabajadores rurales rescindieron sus contratos. Una decisión de la Liga Agraria Irlandesa (Irish National Land League), fundada en 1879, les concedió oficialmente a los campesinos la posibilidad de evitar a Boycott y no llevar adelante ningún tipo de negocio con él. Incluso el ferrocarril se negó a transportar su ganado.
En noviembre de 1880 el periódico londinense The Times comenzó a utilizar el término «boicotear» (boycotting) para designar este tipo de resistencia.
La férrea actitud de la Liga Agraria Irlandesa obligó a Boycott a la emigración de Irlanda.